# Château de Bionne
Le château de Bionne, anciennement château de Mont-Louis, est une folie montpelliéraine de la fin du XVIIe siècle, modifiée au XIXe siècle.
Cet édifice est situé au no 1225 de la rue de Bionne, à l'ouest de Montpellier, dans l’Hérault.

## Historique
Le nom du château de Mont-Louis apparaît pour la première fois en 1685, quand il est la propriété du puissant Nicolas de Lamoignon de Basville, « intendant de justice, police et finances, commissaire départi pour l'exécution des ordres du roi dans la province de Languedoc ». Celui-ci y abrite sa liaison adultère avec une amie de sa femme, Gabrielle Pavée de Villevieille, par ailleurs épouse de son logeur à Montpellier.
Tout Montpellier est au courant de ce vaudeville. Un pamphlet à clefs de l'époque, intitulé Le conte des fées du mont des Pucelles, décrit madame d'Audessan sous le nom de « Minaudette » et l'intendant sous celui de « Sage Druide ». En tout état de cause, ce dernier conserve le château jusqu'à son retour à la Cour, en 1718.
L'édifice passe ensuite en différentes mains dont celle des Bonnier, qui possèdent également le château de la Mosson et le château d'Alco. C'est à cette période qu'il prend le nom actuel de château de Bionne. Une légende locale raconte que Bonnier de la Mosson utilisait des souterrains — introuvés jusqu'à aujourd'hui — pour venir de chez lui visiter une demoiselle de Bionne.
Au cours du siècle suivant, il échoit aux familles de Pourtalès, de Montpezat, Thibault, Tissié et enfin Leenhardt dont sont issus l'historien Albert Leenhardt et le journaliste Étienne Leenhardt. Il devient ensuite un centre de colonie de vacances géré par l'association des Amis de l'école laïque, puis le premier centre d'IVG de Montpellier.
C'est aujourd'hui un château-hôtel. Le 3 avril 2010, s'y sont déroulées des épreuves de la Poker Cup.

## Bionne et Fréderic Bazille
Entre la famille Thibault et la famille Leenhardt, le domaine de Bionne a été la propriété de la famille Tissié pendant près d'un siècle et joua ainsi un rôle dans la vie du peintre montpelliérain Frédéric Bazille. Le 21 avril 1826, André Tissié, fondateur de la banque Tissié-Sarrus, devient propriétaire du domaine de Bionne, succédant à la famille Thibault (archives de Grasset, notaire à Montpellier). Son fils Louis Tissié lui succède en 1866. Alfred Bruyas, ami de Louis Tissié, vient apprécier en été le domaine avec ses platanes menant à la Mosson. Un tableau du Musée Fabre de Montpellier peint par Glaize, Intérieur du cabinet de Bruyas, témoigne de l'amitié de ces deux amateurs d'art. Déjà, André Tissé peignait en amateur et le Musée Fabre conserve deux de ses toiles.
En 1867, Suzanne, la fille de Louis Tissié, épouse Marc, le frère de Frédéric Bazille. Suzanne figure sur La Réunion de famille du jeune artiste en robe rayée noir et blanc. Elle porte certainement le deuil de son grand-père André Tissié, décédé le 26 décembre 1866. Frédéric Bazille peint les vignes de Bionne en 1868, tableau du Musée Fabre Étude pour une vendange.
En 1881, Alphonse Tissié, fils de Louis, devient propriétaire de Bionne. Il offrira son portrait en uniforme de cuirassier, peint par Frédéric Bazille, au Musée Fabre en 1918. Pauline, la fille d'Alphonse Tissié, épouse d'Edmond Leenhardt, architecte renommé de Montpellier, hérite finalement du domaine en 1919.

## Description
Le château de Bionne diffère des autres folies montpelliéraines en ce qu'il présente un toit à la Mansard. Il a subi certaines modifications à la fin du XIXe siècle - début du XXe siècle qui altèrent son aspect initial. Notamment, des ardoises et chéneaux de zinc ont remplacé la couverture traditionnelle de tuiles creuses.
Le principe architectural — un corps de bâtiment entouré de deux courtes ailes — est à rapprocher de celui du château de Flaugergues, également de la fin du XVIIe siècle.
Sous la terrasse, une grotte-fontaine, vraisemblablement de l'époque de Nicolas de Basville, fin XVIIe siècle début XVIIIe siècle, a été conservée.